# Józef Musielok
Józef Franciszek Musielok (ur. 8 lutego 1946 w Toszku) – polski fizyk, profesor nauk fizycznych, w latach 2002–2005 rektor Uniwersytetu Opolskiego.

## Życiorys
Studia magisterskie z zakresu fizyki ukończył w 1968 w Wyższej Szkole Pedagogicznej w Opolu. Stopień doktora nauk fizycznych uzyskał w 1976 na Wydziale Matematyki, Fizyki i Chemii Uniwersytetu Wrocławskiego, a stopień doktora habilitowanego nauk fizycznych w zakresie fizyki (specjalność: optyka atomowa i molekularna) w 1991 na Wydziale Matematyki, Fizyki i Chemii Uniwersytetu Mikołaja Kopernika w oparciu o rozprawę zatytułowaną Starkowskie rozszerzenie linii widmowych i jego wykorzystanie w diagnostyce plazmy. W 2003 otrzymał tytuł profesora nauk fizycznych. Specjalizuje się w fizyce doświadczalnej i spektroskopii plazmy.
Od 1968 zawodowo związany z WSP w Opolu, w 1994 przekształconą w Uniwersytet Opolski. W 1993 objął stanowisko profesora nadzwyczajnego, w 2006 został profesorem zwyczajnym w Instytucie Fizyki UO. Pełnił szereg funkcji na uczelni, był prodziekanem Wydziału Matematyki, Fizyki i Chemii (1990–1992), dyrektorem Instytutu Fizyki (1993–1996, 2005–2008)), prorektorem ds. nauki i współpracy z zagranicą (1996–2002) oraz rektorem uczelni (2002–2005).
Uzyskiwał członkostwo m.in. w Polskim Towarzystwie Fizycznym i Polskim Towarzystwie Chemicznym.